# Halophiloscia couchii
Halophiloscia couchii är en kräftdjursart som först beskrevs av John Robert Kinahan 1858.  Halophiloscia couchii ingår i släktet Halophiloscia och familjen Halophilosciidae. Inga underarter finns listade i Catalogue of Life.